# Scherma ai Giochi della IV Olimpiade - Sciabola a squadre maschile
La competizione della sciabola a squadre maschile di Scherma ai Giochi della IV Olimpiade si tenne dal 20 al 24 luglio 1908 al Fencing Ground presso lo Stadio di White City a Londra.

## Classifica Finale
| Pos.    | Atleta                                                                                         | Nazione     |
| ------- | ---------------------------------------------------------------------------------------------- | ----------- |
| Oro     | Jenő Fuchs Oszkár Gerde Péter Tóth Lajos Werkner Dezső Földes                                  | Ungheria    |
| Argento | Riccardo Nowak Alessandro Pirzio Biroli Abelardo Olivier Marcello Bertinetti Sante Ceccherini  | Italia      |
| Bronzo  | Vilém Goppold von Lobsdorf Jaroslav Tuček Vlastimil Lada-Sázavský Otakar Lada Bedřich Schejbal | Boemia      |
| 4       | Georges de la Falaise Bertrand Marie de Lesseps Marc Perrodon Jean-Joseph Renaud               | Francia     |
| 5       | André du Bosch Étienne Grade Antoine Van Tomme Joseph Van der Voodt                            | Belgio      |
| 5       | Jakob Erckrath de Bary Robert Krünert August Petri Fritz Jack                                  | Germania    |
| 5       | Jetze Doorman Arie de Jong George van Rossem Maurits van Löben Sels                            | Paesi Bassi |
| 5       | Evan James William Marsh Arthur Murray Charles Wilson                                          | Regno Unito |

## Risultati
|  | Quarti di finale | Quarti di finale | Quarti di finale |         |          | Semifinali | Semifinali | Semifinali |  |  | Finale | Finale | Finale |  |
|  |                  |                  |                  |         |          |            |            |            |  |  |        |        |        |  |
|  | Ungheria         | Ungheria         | 9                |         |          |            |            |            |  |  |        |        |        |  |
|  | Ungheria         | Ungheria         | 9                |         |          |            |            |            |  |  |        |        |        |  |
|  | Germania         | Germania         | 0                |         |          |            |            |            |  |  |        |        |        |  |
|  | Germania         | Germania         | 0                |         | Ungheria | Ungheria   | 11         |            |  |  |        |        |        |  |
|  |                  |                  |                  |         | Ungheria | Ungheria   | 11         |            |  |  |        |        |        |  |
|  |                  |                  | Italia           | Italia  | 5        |            |            |            |  |  |        |        |        |  |
|  | Italia           | Italia           | Italia           | Italia  | 5        | 11         |            |            |  |  |        |        |        |  |
|  | Italia           | Italia           |                  |         |          |            |            |            |  |  |        |        |        |  |
|  | Regno Unito      | Regno Unito      | 5                |         |          |            |            |            |  |  |        |        |        |  |
|  | Regno Unito      | Regno Unito      | 5                |         | Ungheria | Ungheria   | 9          |            |  |  |        |        |        |  |
|  |                  |                  |                  |         |          |            |            |            |  |  |        |        |        |  |
|  |                  |                  | Boemia           | Boemia  | 7        |            |            |            |  |  |        |        |        |  |
|  | Boemia           | Boemia           | Boemia           | Boemia  | 7        | 9          |            |            |  |  |        |        |        |  |
|  | Boemia           | Boemia           |                  |         |          |            |            |            |  |  |        |        |        |  |
|  | Paesi Bassi      | Paesi Bassi      | 7                |         |          |            |            |            |  |  |        |        |        |  |
|  | Paesi Bassi      | Paesi Bassi      | 7                |         | Boemia   | Boemia     | 9          |            |  |  |        |        |        |  |
|  |                  |                  |                  |         | Boemia   | Boemia     | 9          |            |  |  |        |        |        |  |
|  |                  |                  | Francia          | Francia | 7        |            |            |            |  |  |        |        |        |  |
|  | Francia          | Francia          | Francia          | Francia | 7        | 10         |            |            |  |  |        |        |        |  |
|  | Francia          | Francia          |                  |         |          |            |            |            |  |  |        |        |        |  |
|  | Belgio           | Belgio           | 6                |         |          |            |            |            |  |  |        |        |        |  |

### Torneo per il secondo posto
Parteciparono le squadre sconfitte dalla vincitrice Ungheria
|  | 1º turno | 1º turno | 1º turno |        |     | Finale medaglia d'argento | Finale medaglia d'argento | Finale medaglia d'argento |  |
|  |          |          |          |        |     |                           |                           |                           |  |
|  | Italia   | Italia   | 10       |        |     |                           |                           |                           |  |
|  | Italia   | Italia   | 10       |        |     |                           |                           |                           |  |
|  | Germania | Germania | 4        |        |     |                           |                           |                           |  |
|  | Germania | Germania | 4        | Italia |     |                           |                           |                           |  |
|  |          |          |          |        |     |                           |                           |                           |  |
|  |          |          | Boemia   | Boemia | DNF |                           |                           |                           |  |